# Kulipari – Die Frosch-Armee
Kulipari – Die Frosch-Armee (Originaltitel: Kulipari: An Army of Frogs) ist eine US-amerikanische Zeichentrickserie, die seit 2016 produziert und auf Netflix ausgestrahlt wird. Die Geschichte basiert auf der Jugendbuch-Trilogie von dem ehemaligen Football-Spieler Trevor Pryce.

## Handlung
Die Handlung dreht sich um die Bewohner von „Amphibilands“. Sie werden von einer Elitegruppe von giftigen Fröschen, die auf den Namen Kulipari hören und der Zauberei des Schildkrötenkönigs, beschützt und können so in Frieden leben. Doch auch die Gefahr an Eindringlingen wird immer stärker. Der junge Frosch Darel will, obwohl er über kein Gift verfügt und sehr untrainiert ist, der Armee beitreten, um so die Ordnung zu bewahren.

## Produktion und Veröffentlichung
Die Serie wird seit 2016 in den USA produziert. Dabei sind bisher 23 Folgen in zwei Staffeln entstanden. Die Erstausstrahlung fand am 2. September 2016 auf Netflix statt. Die zweite Staffel Kulipari: Dream Walker (auf Deutsch: Kulipari – Traumwandler) startete am 20. November 2018.